# Náboženská společnost
Náboženská společnost je organizované společenství, jehož účelem má být umožňovat nebo usnadňovat náboženský život osob hlásících se k určitému náboženství. K její základní činnosti může patřit například formulování, diskutování, rozvíjení nebo šíření teologických nebo etických postojů či názorů, sdílení určité víry nebo vyznání, konání společných obřadů, setkání a aktivit, jimiž je víra vyjadřována, podporována nebo usměrňována nebo které z víry vycházejí a vnášejí ji do reálného života. V neposlední řadě náboženské společnosti umožňují vytváření společenských vazeb podobně jako jiná společenství založená na vzájemném soužití a sdílení hodnot a zájmů.
Křesťanské náboženské společnosti se obvykle buď označují za církev, nebo se považují za součást církve nebo některé z církví. Vytváření formálních nebo hierarchických společností je pro některá náboženství velmi charakteristické, pro jiná méně.
V kulturách a společnostech, kde platí odluka církve od státu a odluka státu od náboženství (sekulární stát), jsou náboženské společnosti většinou dobrovolnými zájmovými sdruženími specifického druhu. V některých státech a společnostech však rysy náboženské společnosti nese samotný stát nebo jiná základní mocenská struktura – ten, kdo se k oficiálnímu náboženství nehlásí, tím může být ve společnosti postaven do druhořadé role. Tendence prorůstání církve se státem se nazývá klerikalismus. Některé islámské státy uplatňují islámské právo šarí´a jako státní.

## Náboženské společnosti v Česku
Termín náboženská společnost je zaveden v českém právním řádu a byl zaveden již v československém, avšak není přesně definován. České právní předpisy jmenují náboženskou společnost vždy vedle církve, aniž by mezi církvemi a náboženskými společnostmi činily právní rozdíl a aniž by předpokládaly, že by se každý dotčený subjekt musel k jednomu z těchto označení jednoznačně přihlásit.
Obecně je náboženská společnost nebo církev buď právnickou osobou, která je jako církev nebo náboženská společnost zaregistrována, nebo jakékoliv jiné seskupení osob, byť třeba nemá právní subjektivitu, které vykazuje znaky obecného významu slov „církev“ nebo „náboženská společnost“. Některá ustanovení právních předpisů se týkají i neregistrovaných církví a náboženských společností. Registrace umožňuje náboženským společnostem například zakládat další právnické osoby nebo využívat dalších speciálních práv a výhod, jejichž získání je většinou ještě podmíněno souhlasem správního orgánu.